# سعيد بن حسن الإسكندراني
سعيد بن حسن الإسكندراني هو كتاب مصري، كان يهوديًا ثم أسلم، وألف كتاب مسالك النظر في نبوة سيد البشر.
عاش في عصر الدولة المملوكية في مدينة الإسكندرية، وعاصر الناصر ناصر الدين محمد بن قلاوون. أسلم في شهر شعبان سنة 698 هـ، وأتم تأليف كتابه مسالك النظر في نبوة سيد البشر في ربيع الأول سنة 720 هـ بعد إسلامه باثتني وعشرين سنة. وصنف كتابه في الجامع الأموي بدمشق. يقول سعيد في قصة إسلامه: «أن حصل لي ضعف، فدخل على طبيب، فجهز لي كفن الموت، فرأيت في منامي قائلًا يقول: اقرأ سورة الحمد تخلص من الموت، فلما استقظت من منامي، طلبت من ساعتي عدلًا من عدول المسلمين، وكان جاري، فمسكت بيده قائلًا: أشهد ألا إله إلا الله وأن محمدًا رسول الله أرسله بالهدى ودين الحق، وأخذت أكرر وأقول: يا مثبت القلوب ثبتني على الإيمان. فلما دخلت الجامع، ورأيت المسلمين مصطفين كصفوف الملائكة، وقائلًا يقول في سري: هذه هي الأمة التي بشرت بظهورها الأنبياء.».